# Charles Kuhn
Pour les articles homonymes, voir Kuhn.
Charles Harris Kuhn (né le 20 mars 1892 à Prairie City, Illinois et mort le 16 janvier 1989 à Kenneth City, Floride), surnommé « Doc Kuhn », est un dessinateur américain. Il est principalement connu pour être le créateur de la bande dessinée Grandma (Bobonne dans sa traduction française). Il signait habituellement ses dessins et planches de comic strip « Chas. Kuhn ».
Né à Prairie City, dans l'Illinois et ayant grandi à Bushnell, il est le fils de James B. et de Minnie Harris Kuhn. Son père tenait un restaurant où il exposait fièrement les dessins de son fils. C'est à l'âge de 12 ans que Charles décide de devenir dessinateur, juste après avoir vendu sa première BD pour 50 centimes.

## Dessins humoristiques et voyages

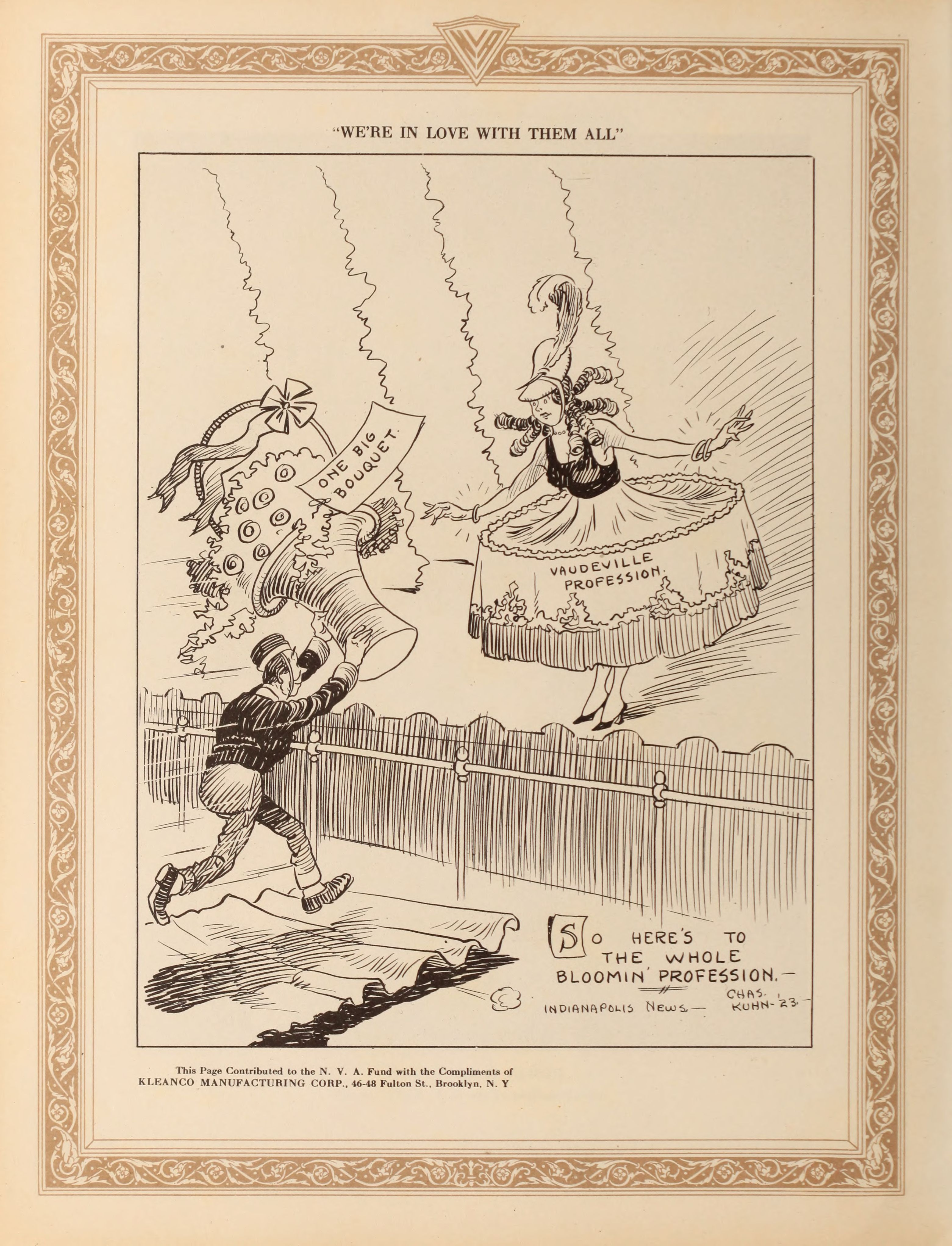
Un dessin du début de la carrière de Charles Kuhn (1923).

Une fois ses études secondaires terminées, Kuhn a exercé divers métiers manuels, dont peintre d'enseignes, avant de s'inscrire à l'Académie des Beaux-Arts de Chicago (1913-1914), où il a étudié la bande dessinée dans une classe donnée par Frank King. Il a ensuite rapidement décroché un emploi artistique payant 10 $ par semaine. Pendant la Première Guerre mondiale, il assurait l'intendance (il était « au four et au moulin » comme il le dit) en tant que pompier de la Marine sur l'U.S.S. Connecticut. Il a également visité la France pendant la Première Guerre mondiale. Au cours de ses autres voyages de jeunesse, il a passé du temps dans les champs canadiens et a eu l'occasion de « franchir la frontière du vieux Mexique ».
Kuhn a été caricaturiste au Rocky Mountain News de Denver de 1919 à 1921. Il épousa Lois E. Stevens, en 1922, peu de temps après avoir signé avec l'Indianapolis News, reprenant le poste laissé vacant par le caricaturiste Gaar Williams, parti pour rejoindre le Chicago Tribune. Charles Kuhn est resté à l’Indianapolis News en tant que caricaturiste éditorial pendant les 26 années suivantes. Il expliquera plus tard : « Mon idée originale était d'enflammer le monde avec mes caricatures éditoriales tellement super dandy ». Certaines se focalisaient par exemple sur le mouvement de Richard Lieber visant à créer des parcs d'État et des installations récréatives dans l'Indiana.

## Bande dessinée
Kuhn avait 55 ans lorsqu'il décida de changer de carrière. Il abandonna les caricatures pour créer Grandma, un comic strip inspiré de sa propre mère :

« Ma mère était toujours pleine de peps et de vigueur. Un jour, à l'âge de 75 ans, elle s'est habillée avec mon vieil uniforme de la Marine, a dansé une gigue et joué un morceau de sa harpe française juste pour aider les enfants du quartier à monter un spectacle dans un jardin de particuliers. Le personnage de Grandma, au moins dans l'esprit, est ma propre mère bien-aimée. »

Grandma a commencé le 14 avril 1947. La bande dessinée a été initialement distribuée par Richardson Feature Service, basé à Indianapolis. Un an plus tard, la bande dessinée fut reprise par King Features Syndicate, qui la distribua de 1948 à 1969. Kuhn était si absorbé et dévoué à sa bande dessinée que lorsqu'on lui demanda quels étaient ses passe-temps, il a répondu : « Grandma et créer des jouets pour les enfants ». Les jouets appartenant aux enfants du quartier étaient également un sujet important dans de nombreuses planches de la bande dessinée Grandma : elle retombait parfois en enfance et jouait elle-même avec les jouets. L'autre principal centre d'intérêt de Kuhn était la pêche.
Kuhn avait une routine, qui consistait à commencer à travailler tous les jours dès 8 heures du matin, et l'arrivée d'un assistant une heure après. Lois Kuhn était également une collaboratrice, comme il l'a révélé un jour : « Elle est pleine d'idées de Grandma . »
Pour Kuhn, qui avait appris à maîtriser l'art du dessin tôt dans sa carrière, l'humour était le facteur clé dans la création de Grandma :

« Pour moi, l'élément le plus important d'un comic strip est un véritable humour terre-à-terre. Cela représente 90 pour cent d'un strip ; les capacités artistiques constituent les dix pour cent restants. Et aux jeunes dessinateurs, je voudrais dire : continuez à vous accrocher. Vous voulez être prêts lorsque cette vieille dame imprévisible, Opportunité, frappera à la porte. »

Les Kuhn ont vécu à Acton, dans l'Indiana jusqu'en 1964, date à laquelle ils ont déménagé en Floride. Cette décision a permis à Kuhn de consacrer plus de temps à la pêche. Lorsqu'il prit sa retraite en 1969, il s'adonna à la pêche à plein temps et Grandma toucha à sa fin.

## Livres
Dans une association curieuse et improbable, la compagnie David McKay a publié un livre réunissant des réimpressions de Grandma et de Mandrake the Magician. Grandma est également présente dans Women in the Comics de Maurice Horn (Chelsea House, 1977).
Kuhn a écrit plusieurs livres d'enseignement artistique : Boy and Girl Cartoonist: A Complete Course in Cartooning, publié par Saalfield Publishing Company en 1936, Kuhn Course in Cartooning ; America’s Number One Cartoon Course (1944) et Doc Kuhn's Chalk Talk Tricks (Pearce Art School, Waukegan, Illinois).

## Prix
Lors de la convention du Grandmothers Club of America de Chicago de 1958, Charles et Lois Kuhn ont été nommés grands-parents adoptifs de l'année. En plus de la plaque remise par le comité national des grands-mères et des grands-pères, l'actrice Jane Darwell a remis aux Kuhn leurs récompenses : des rocking-chairs d'or miniatures.